# 5608 Олмос
5608 Олмос (5608 Olmos) е астероид от главния астероиден пояс с орбитален период от 1567.860699867002 дни (4,29 години).
Астероидът е открит на 12 март 1993 г. и носи името на актьора Едуард Джеймс Олмос.